# Ancistrops strigilatus
El ticotico picogancho (Ancistrops strigilatus), también denominado pico de gancho alicastaño (en Colombia), picogancho alicastaño (en Ecuador), pico-gancho de ala castaña (en Perú) o titirí de alas castañas, es una especie de ave paseriforme de la familia Furnariidae. Es el único miembro del género monotípico Ancistrops. Es nativo de la cuenca del Amazonas occidental y meridional en América del Sur.

## Distribución y hábitat
Se distribuye en el sureste de Colombia (hacia el sur desde el sur de Meta y oeste de Vaupés), este de Ecuador, este de Perú, Amazonia brasileña (principalmente al sur del río Amazonas, pero también registrado en el parque Nacional Jaú, hacia el este hasta el bajo río Tapajós) y norte de Bolivia (Pando, La Paz).
Esta especie es considerada poco común en su hábitat natural, el estrato medio y el sub-dosel de selvas húmedas amazónicas, principalmente en altitudes por debajo de los 900 m. mayormente de terra firme, pero también localmente en bosques de várzea.

## Descripción
Mide entre 17 y 18 cm de longitud y pesa entre 30 y 39 g. Es un furnárido bastante peculiar, con el pico terminado en gancho como un hormiguero Thamnophilus. Por arriba es pardo oliváceo prominentemente estriado de anteado amarillento y con una lista superciliar anteada; las alas y la cola son de contrastante color rufo. Por abajo es de color ante amarillento estriado de oliva oscuro. Su perfil es sutilmente diferente de otras especies de ticoticos rascahojas, resultante de su cola bastante corta, su pescuezo bastante grueso y su pico robusto y en gancho.

## Comportamiento
Anda solitario o en parejas, más frecuentemente acompañando bandadas mixtas del dosel. Forrajea a lo largo de grande ramas y en enmarañados de enredaderas; suele permanecer por más tiempo forrajeando en el abierto que otros ticoticos.

### Alimentación
Su dieta consiste de artrópodos.

### Vocalización
El canto es un trinado prolongado que puede durar hasta treinta segundos o más, algunas veces en un tono un poco ascendiente.

## Sistemática

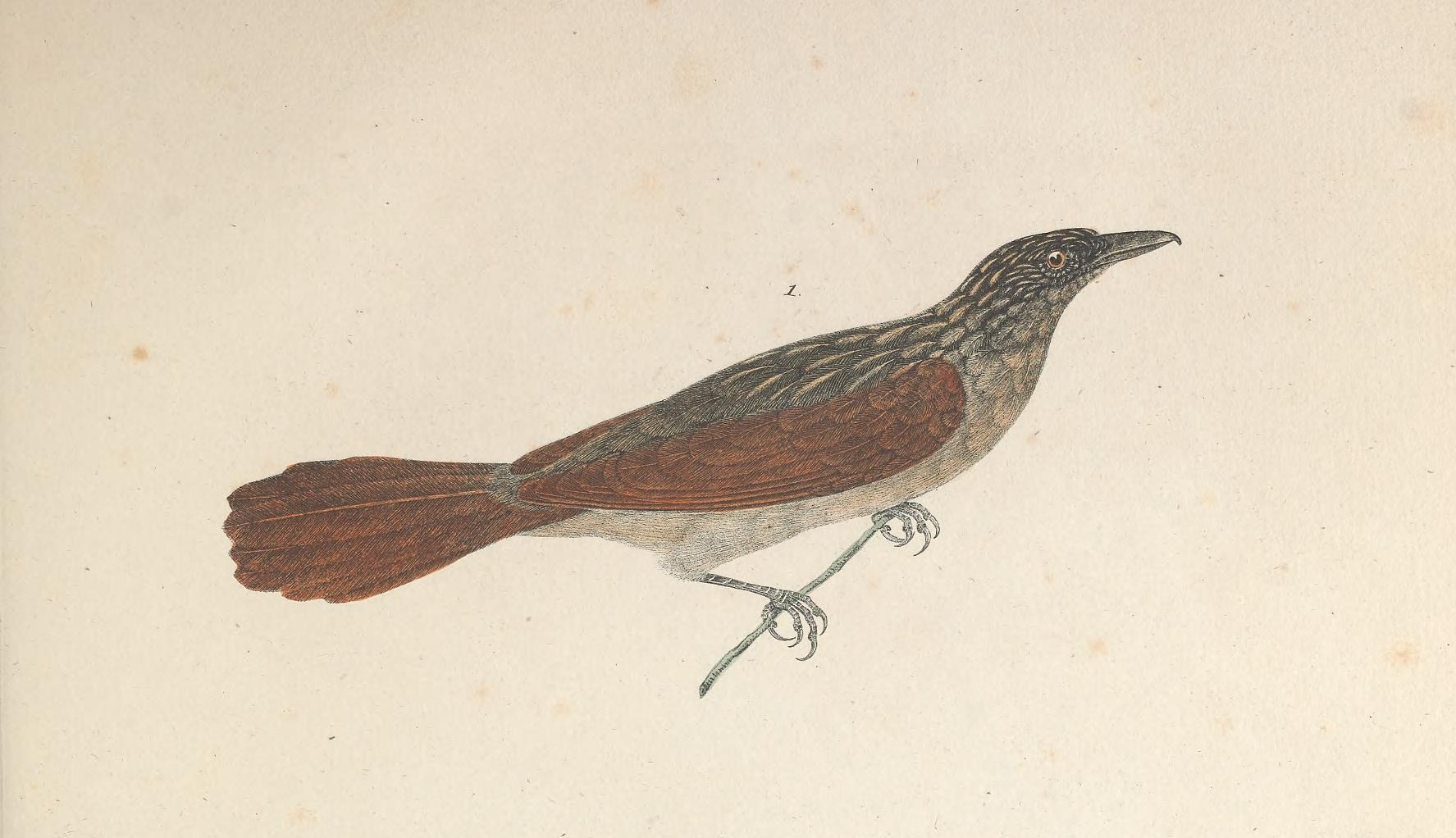
Thamnophilus strigilatus, ilustración de Matthias Schmidt en Spix Avium Species Novae, 1825.

### Descripción original
La especie A. strigilatus fue descrita por primera vez por el naturalista alemán Johann Baptist von Spix en 1825 bajo el nombre científico Thamnophilus strigilatus; su localidad tipo no fue definida, se sugiere posteriormente «Río Solimões, Brasil».
El género Ancistrops fue definido por el zoólogo británico Philip Lutley Sclater en 1862.

### Etimología
El nombre genérico masculino «Ancistrops» se compone de las palabras del griego «ankistron» que significa ‘gancho’, y « ōps,  ōpos» que significa ‘rostro’, ‘cara’; y el nombre de la especie «strigilatus», en latín moderno significa ‘listado’.

### Taxonomía
Anteriormente se la incluyó en el género Philydor, pero estudios genéticos recientes sugieren que esta especie es hermana del par formado por Dendroma rufa y Dendroma erythroptera, pero distante de otros Philydor.
La subespecie propuesta A. strigilatus cognitus Griscom & Greenway, 1937, del bajo río Tapajós (Brasil), fue descrita como más ocrácea y más pálida por arriba, más anteado por abajo, particularmente en la garganta (con menos puntos morenos) y con la lista superciliar más anteada; sin embargo estos caracteres se presentan como variación individual en serie desde el lejano oeste. Por lo tanto es considerada como monotípica por clasificaciones como el Congreso Ornitológico Internacional (IOC) y Aves del Mundo. La clasificación Clements Checklist lista a la subespecie cognitus.